# 구레 해군공창
구레 해군 공창(일본어: 呉海軍工廠)는 히로시마현 구레시에 존재했던 일본 제국 해군 조선소이다. 전함 '야마토'의 건함으로 유명하다. 태평양 전쟁이 끝나고 조병창은 해산되었고, 현재는 재팬 마린 유나이티드 주식회사의 구레 공장으로 대형 민간 선박의 건조를 진행하고 있다.

## 개요

### 전쟁 전

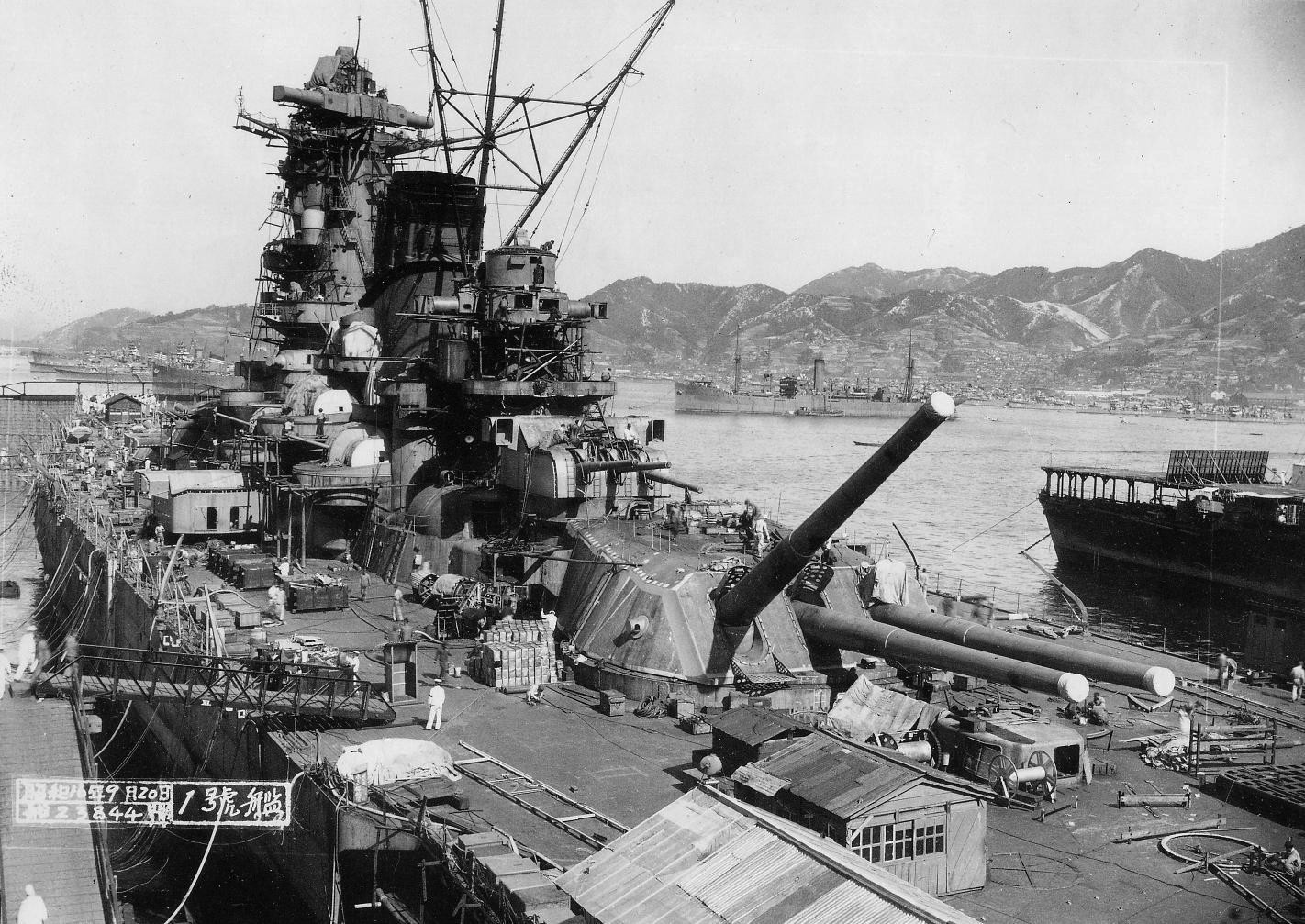
구레 해군 조병창에서 제작 중인 전함 야마토

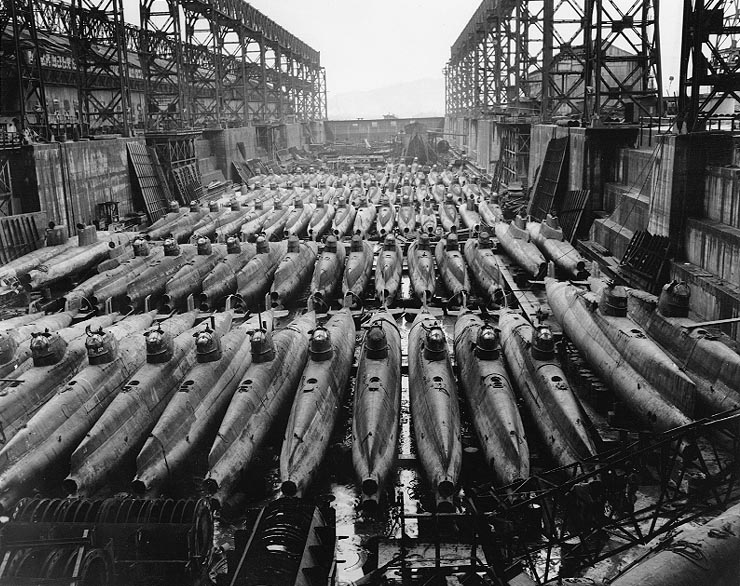
건선거에 놓인 소형 잠수정

1889년 (메이지 22년) 히로시마현 구레시에 구레 진수부 설치와 동시에 ‘조선부’가 설치된다. 당초 조선은 고베에 있던 오노하마 조선소에 의존하고 있었지만, 점차 구레에서 설비를 확충하여, 이후 오노하마 조선소는 폐쇄되었다. 제작은 프랑스 기술자 루이 에밀 베르탕이 감독하고 있었다. 구레 해군 조선소에서 최초로 제작한 군함은 ‘미야코’(宮古)였으며, 1897년 진수되었다. 1903년에 일본 해군의 조직 개편으로 구레 해군 조선소가 탄생했다. 그 후로 동양 제일이라고 불릴 정도로까지 설비를 확충시켰다. 조선공들의 총수는 다른 세 조병창, 요코스카, 사세보, 마이즈루의 합계를 넘을 정도였으며, 독일의 크루프와 견줄 수 있는 세계 양대 무기 공장이었다. 전함 야마토를 제작하는 등 많은 함정 제작을 다루는 일본 해군 함정 건조의 중심지가 되었다.
포공부(포탑의 제조, 개발), 제강부 (장갑판의 제조, 개발)가 설치되어 전함 건조에 주도적 역할을 했다. 미쓰비시 중공업 나가사키 조선소에서 건조된 전함 무사시의 주포탑과 포신도 구레에서 제작되었다.
1912년 3월 29일, 10,000명이 참가하는 파업을 맞았다. 이 파업에는 작가 미야치 가로쿠도 참여하여 제9공장의 주동자로 검거되었다. 또한 1918년 8월, 일본의 쌀 소동에 다수의 조병창 노동자가 참가하여 총검을 가진 해군 육전대와 대치하면서 사상자가 나왔다.

### 전쟁 중
1945년 6월 22일 9시부터 B-29, 290기가 공습하여 조병 지역을 중심으로 시설을 파괴했다. 해군 공창과 관계된 약 1,900명의 사망자가 발생했다.
- 구레항 공습

### 전후
토지, 시설은 하리마 조선소와 미국 내셔널 벌크 캐리어 사(NBC)가 인계했다. 구레 조선소, 石川島播磨 중공업(현 IHI) 구레 공장을 거쳐 현재는 재팬 마린 유나이티드 사의 구레 공장이 되었다. 구레 공장에서 자위대 함정을 건조하지는 않지만, 수리 작업은 지금도 진행하고 있다. 또한 '조선 선거'(야마토를 위한 건선거)는 1993년에 매립되어 터는 공장 부지로 재사용되고 있다. 그러나 야마토 수리를 했던 도크는 지금도 존재하고 있으며 미군 함선이 현재 사용 중이다.
구레 해군 조선소가 야마토 건조 시에 채용한 선체 부분마다 건축 블록 공법, 부품 공통화 등의 혁신적인 관리 시스템은 이후 도요타 자동차 등을 통해 세계에 퍼져 효율적인 일본형 생산 방식의 원류라고 전해진다.

## 참고 자료
- Hunter, Janet (2002). 《The History of Anglo-Japanese Relations, 1600-2000: Volume IV: Economic and Business Relations》. Palgrave Macmillan. ISBN 0-333-79197-5.
- Samuels, Richard J. (1996). 《"Rich Nation, Strong Army": National Security and the Technological Transformation of Japan》. 코넬 대학교 출판부. ISBN 0-8014-9994-1.
- Schencking, J. Charles (2005). 《Making Waves: Politics, Propaganda, And The Emergence Of The Imperial Japanese Navy, 1868-1922》. Stanford University Press. ISBN 0-8047-4977-9.
- Sims, Richard (1998). 《French Policy Towards the Bakufu and Meiji Japan 1854-1894: A Case of Misjudgement and Missed Opportunities》. RoutledgeCurzon. ISBN 1-873410-61-1.